# ویلیام شفرد
ویلیام شفرد (به انگلیسی: William McMichael Shepherd) فضانورد اهل کشور ایالات متحده آمریکا است که در ۲۶ ژوئیهٔ ۱۹۴۹ میلادی در اووک ریج، تنسی زاده شد.
وی در مأموریت اس‌تی‌اس-۲۷، اس‌تی‌اس-۴۱، اس‌تی‌اس-۵۲، سایوز تی‌ام-۳۱، اکسپدییشن ۱، اس‌تی‌اس-۱۰۲ حضور داشته است.